# Exoasota pursatensis
Exoasota pursatensis is een vlinder uit de familie van de grasmotten (Crambidae). De wetenschappelijke naam van deze soort is voor het eerst gepubliceerd in 2020 door Jae-Ho Ko en Yang-Seop Bae.
De voorvleugellengte varieert van 28 tot 30 millimeter.
Deze soort komt voor in Cambodja, Thailand, Vietnam en Myanmar.